# Wilson's Wife's Countenance
Wilson's Wife's Countenance è un cortometraggio muto del 1910. Il nome del regista non viene riportato nei credit del film che fu interpretato da Florence Turner, stella del cinema muto degli anni dieci, universalmente conosciuta come la ragazza della Vitagraph.

## Trama
Trama di Moving Picture World synopsis in (EN)  su IMDb

## Produzione
Il film fu prodotto dalla Vitagraph Company of America.

## Distribuzione
Distribuito dalla General Film Company, il film - un cortometraggio di 130 metri - uscì nelle sale cinematografiche statunitensi il 1º luglio 1910.
Nelle proiezioni, veniva programmato con il sistema dello split reel, accorpato in un'unica bobina con un altro cortometraggio prodotto dalla Vitagraph, Saved by the Flag.